# Bethe-Blochova enačba
Bethe-Blochova enáčba [béte blóhova ~] v fiziki podaja specifično izgubo energije ob prehodu težkih nabitih delcev (npr. delcev α) skozi snov.
{\displaystyle {\frac {\mathrm {d} E}{\mathrm {d} x}}=-2\pi N_{A}r_{e}^{2}m_{e}c^{2}\rho {\frac {Z}{M}}{\frac {z^{2}}{\beta ^{2}}}\left(\ln {\frac {2m_{e}c^{2}\gamma ^{2}\beta ^{2}W}{W_{i}^{2}}}-2\beta ^{2}\right)\!\,.}
Pri tem je NA Avogadrovo število, me c2 mirovna masa elektrona, Z vrstno število absorberja, M molska masa absorberja, ρ njegova gostota, z naboj vpadlega delca (npr. delca α), Wi povprečni ionizacijski potencial, faktorja β in γ pa predstavljata relativistični popravek (relativistična beta in Lorentzev faktor):
{\displaystyle \beta ={\frac {v}{c}}\!\,,}
{\displaystyle \gamma ={\frac {1}{\sqrt {1-\beta ^{2}}}}\!\,.}
Enačba se imenuje po nemško-ameriškemu fiziku Hansu Albrechtu Betheju in švicarsko-ameriškemu fiziku Felixu Blochu.
Za nizke energije, to je za male hitrosti delcev {\displaystyle (\beta \ll 1)} enačba postane:
{\displaystyle {\frac {\mathrm {d} E}{\mathrm {d} x}}=-{\frac {4\pi nz^{2}}{m_{e}v^{2}}}\left({\frac {e^{2}}{4\pi \varepsilon _{0}}}\right)^{2}\left[\ln \left({\frac {2m_{e}v^{2}}{I}}\right)\right]\!\,,}
kjer je:
{\displaystyle n={\frac {N_{A}Z\rho }{M}}\!\,.}